# U-11 (1935)
| U-11                       | U-11                                                           | U-11                                                           |
| -------------------------- | -------------------------------------------------------------- | -------------------------------------------------------------- |
|                            |                                                                |                                                                |
|                            |                                                                |                                                                |
|                            |                                                                |                                                                |
| Під прапором               | Третій Рейх                                                    | Третій Рейх                                                    |
| Спуск на воду              | 27 серпня 1935                                                 | 27 серпня 1935                                                 |
| Виведений зі складу флоту  | 3 травня 1945                                                  | 3 травня 1945                                                  |
| Сучасний статус            | розрізаний на метал                                            | розрізаний на метал                                            |
| Проєкт                     |                                                                |                                                                |
| Тип ПЧ                     | Малий ДПЧ                                                      | Малий ДПЧ                                                      |
| Основні характеристики     |                                                                |                                                                |
| Швидкість (надводна)       | 13 вузлів                                                      | 13 вузлів                                                      |
| Швидкість (підводна)       | 7 вузлів                                                       | 7 вузлів                                                       |
| Гранична глибина занурення | 150 м                                                          | 150 м                                                          |
| Екіпаж                     | 25 осіб                                                        | 25 осіб                                                        |
| Розміри                    |                                                                |                                                                |
| Довжина найбільша (по КВЛ) | 42,7 м                                                         | 42,7 м                                                         |
| Ширина корпусу найб.       | 4,08 м                                                         | 4,08 м                                                         |
| Висота                     | 8,6 м                                                          | 8,6 м                                                          |
| Середня осадка (по КВЛ)    | 3,9 м                                                          | 3,9 м                                                          |
| Водотоннажність надводна   | 279 т                                                          | 279 т                                                          |
| Озброєння                  |                                                                |                                                                |
| Артилерія                  | 1 × 2 cm/65 C/30 (1000 снарядів)                               | 1 × 2 cm/65 C/30 (1000 снарядів)                               |
| Торпедно- мінне озброєння  | 3 TA калібру 533 5 торпед або 18 мін (за іншими даними ТМА 12) | 3 TA калібру 533 5 торпед або 18 мін (за іншими даними ТМА 12) |

U-11 — малий німецький підводний човен типуII-B для прибережних вод, часів Другої світової війни. Заводський номер 545.
Введений у дію 27 серпня 1935 року. Приписаний до навчальної флотилії.
З 1 липня по 30 листопада 1940 року був приписаний до 21-ї флотилії. Бойових походів не мав. Роззброєний 3 травня 1945 року в Кілі. Згодом розрізаний на метал.

## Командири
- Капітан-лейтенант Ганс-Рудольф Резінг (21 вересня 1935 — 1 жовтня 1937)
- Капітан-лейтенант Віктор Шютце (13 серпня — 4 вересня 1939)
- Капітан-лейтенант Георг Петерс (5 вересня 1939 — 22 березня 1943)
- Оберлейтенант-цур-зее резерву Готтфрід Штольценбург (23 березня 1943 — 13 липня 1944)
- Оберлейтенант-цур-зее Гюнтер Добенекер (14 липня — 14 грудня 1944)